# Zentralverband Gartenbau

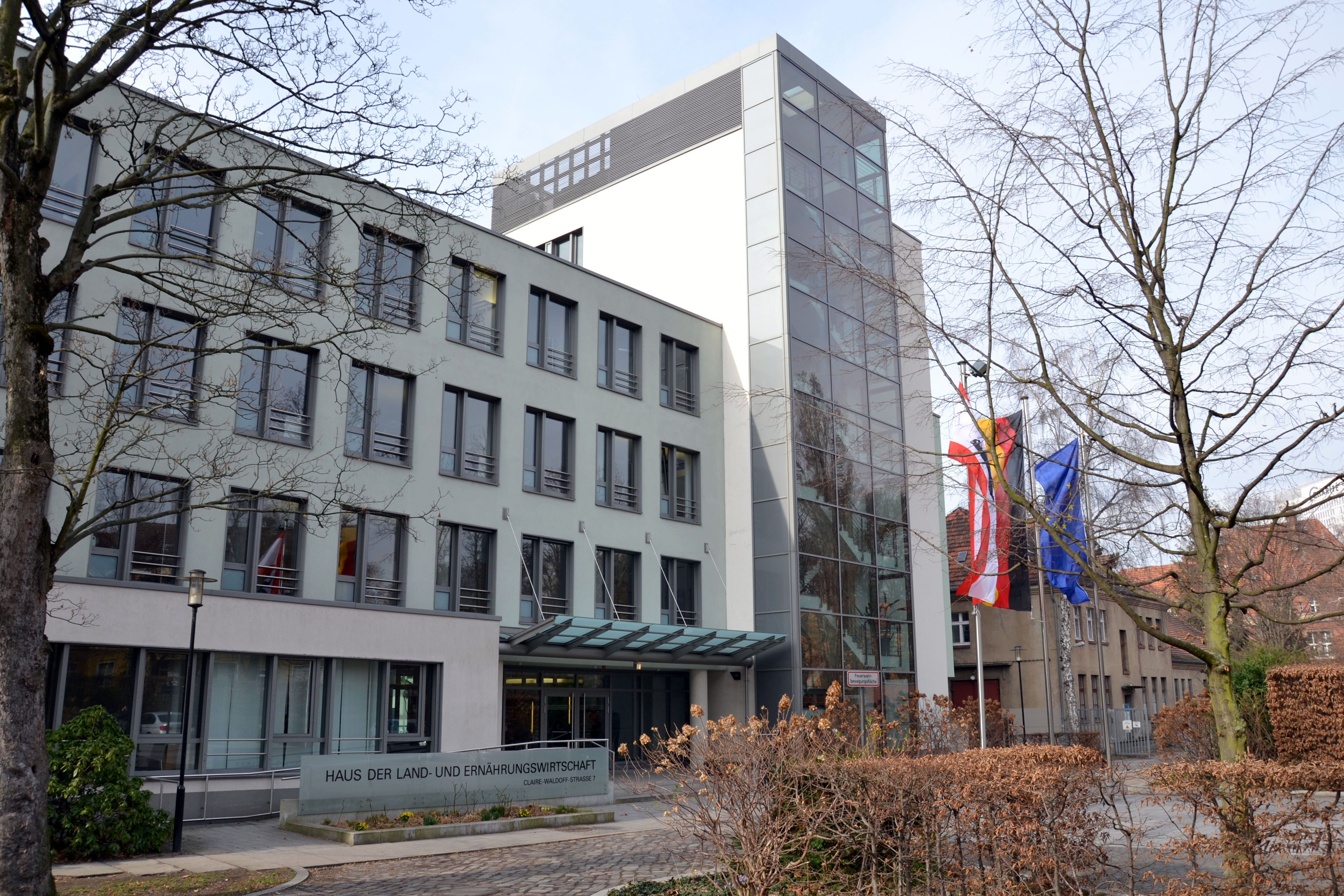
ZVG-Hauptsitz, Claire-Waldoff-Straße 7, Berlin

Der Zentralverband Gartenbau e. V. (ZVG) mit Hauptsitz in Berlin und einem weiteren Standort in Bonn ist ein Zusammenschluss gartenbaulicher Berufsorganisationen und Verbände in Deutschland sowie eine Interessenvertretung gartenbaulicher Unternehmen. Logo des ZVG ist das „Grüne G“.

## Geschichte
Zusammenschlüsse von Gärtnern haben in Deutschland eine lange Tradition. Nach dem Zweiten Weltkrieg trafen sich am 17. April 1948 in Berlin Gärtner aus der amerikanischen, britischen und französischen Zone, um einen Gesamtverband des deutschen Gartenbaus zu gründen. Am 12. August 1948 konstituierte sich der Verband des Deutschen Obst-, Gemüse- und Gartenbaus.
Im Jahr 1951 änderte sich die Bezeichnung in Zentralverband des deutschen Obst-, Gemüse- und Gartenbaus.
Heute heißt die berufsständische Vertretung der Gärtner Zentralverband Gartenbau e. V. (ZVG) und hat seinen Hauptsitz in Berlin.

### Bisherige Präsidenten
- 1948–1968: Ernst Schröder
- 1968–1969: Wilhelm Busch
- 1969–1982: Karl Ley
- 1982–1985: Bernd Hildebrandt
- 1985–1991: Günter Rode
- 1991–2006: Karl Zwermann
- 2006–2012: Heinz Herker
- 2012–2024: Jürgen Mertz
- seit 2024: Eva Kähler-Theuerkauf

## Organisation

### Aufgaben und Ziele
Zu den Aufgaben des Zentralverbandes Gartenbau zählen:
- Sicherung der wirtschaftlichen und gesellschaftlichen Interessen der Berufsangehörigen und Unternehmen des Gartenbaues, insbesondere bei der Gesetzgebung von Bund und EU.
- Zusammenarbeit mit Staat und Wirtschaft sowie für den Gartenbau wichtigen Organisationen und Zusammenschlüssen.
- Förderung von Aus- und Weiterbildung des gärtnerischen Berufsstandes: Der ZVG nimmt Einfluss auf die inhaltliche und organisatorische Gestaltung der Aus- und Fortbildung und unterstützt Lehre und Forschung. Koordination der bundesweiten Berufsnachwuchswerbung.
- Information der Mitglieder über alle für den Gartenbau wichtigen Entwicklungen. Dazu werden die Verbandszeitschrift „ZVG Gartenbau Report“, der ZVG-Pressedienst sowie die Website des Verbandes genutzt.
- Förderung der technischen, kulturtechnischen und umweltbezogenen Entwicklungen im Gartenbau.
- Auseinandersetzung mit den aktuellen rechtlichen, steuerlichen, sozialen, betriebswirtschaftlichen und umweltbezogenen Fragen im Gartenbau.
- Ideelle Trägerschaft für die Bundesgartenschauen, die Beispiel für die fachgerechte Gestaltung einer lebenswerten Umwelt sind. Bundesgartenschauen stellen die Leistungsfähigkeit des gärtnerischen Berufsstandes dar und dienen als Leistungswettbewerb für die Gärtner.
- Informationen an Medien und Öffentlichkeit über Beruf und Leistungen des Gärtners sowie über die Arbeit des Verbandes mittels ZVG-Pressedienst.
- Beratung und Unterstützung der Mitgliedsbetriebe bei Marketing und Public Relations.
- Ideelle Trägerschaft für die Internationale Pflanzenmesse in Essen (IPM).

### Struktur
Der Zentralverband Gartenbau  ist Berufs- und Wirtschaftsverband zugleich. Als Zusammenschluss der gartenbaulichen Berufsorganisationen und Verbände in Deutschland ist er der Vertreter des Berufsstandes gegenüber der Bundesregierung, den Parteien, anderen Berufsgruppen und den Verbrauchern.

#### Landesverbände
- Bayerischer Gärtnerei-Verband e. V.
- Gartenbauverband Berlin-Brandenburg e. V.
- Gartenbauverband Baden-Württemberg-Hessen e. V.
- Landesverband Gartenbau Nordrhein-Westfalen e. V.
- Landesverband Gartenbau Rheinland-Pfalz-Saar e. V.
- Gartenbauverband Mitteldeutschland e. V.
- Landesverband Gartenbau Thüringen e. V.
- Provinzialverband Rheinischer Obst- und Gemüsebauer e. V.
- Wirtschaftsverband Gartenbau Norddeutschland e. V.

#### Bundesverbände, im ZVG-Vorstand repräsentiert
- Bundesfachgruppe Obstbau
- Bundesverband Zierpflanzen (BVZ)
- Bund deutscher Friedhofsgärtner (BdF)
- Bundesfachgruppe Gemüsebau (BfG)
- Bundesverband Einzelhandelsgärtner (BVE)

#### Weitere Fachverbände und Sondergruppen
- Arbeitsgemeinschaft deutscher Junggärtner (AdJ)
- Arbeitsgemeinschaft Friedhofsgärtner Genossenschaften und Treuhandstellen (ARGE)
- Bund Deutscher Champignon- und Kulturpilzanbauer e. V. (BDC)
- Bund deutscher Staudengärtner (BdS)
- Bundesverband Hochschulabsolventen/Ingenieure Gartenbau und Landschaftsarchitektur e. V. (BHGL)
- Deutsche Rasengesellschaft e. V. (DRG)
- Fachgruppe Jungpflanzen
- Fachverband Deutscher Floristen e. V. (FDF – Bundesverband)
- Fachverband Raumbegrünung und Hydrokultur (FvRH)
- Sondergruppe Azerca (Azaleen – Eriken – Callunen)
- Verband Deutscher Garten-Center e. V.
- Verband Deutscher Orchideenbetriebe e. V. (VDOB)

##### Projekte
- Entente Florale (bis 2014)[1]
- Hortigate - das Informations-Netzwerk Gartenbau
- Das Grüne Medienhaus

#### Sonstige Mitglieder
- Dauergrabpflege-Gesellschaft Deutscher Friedhofsgärtner mbH
- Förderungsgesellschaft Gartenbau mbH (FGG)
- Industrieverband Garten e. V. (IVG)
- Verband Botanischer Gärten e. V.

### Gremien

#### Mitgliederversammlung
Sie ist das höchste Gremium des Zentralverbandes Gartenbau und findet einmal jährlich im Rahmen des Deutschen Gartenbautages statt. Die Mitgliederversammlung legt die Richtlinien für die Politik des ZVG fest. Sie wählt den Präsidenten und die beiden Vizepräsidenten, nimmt die Rechnungsprüfungsberichte entgegen, erteilt Entlastung und genehmigt den Beitragshaushalt.
Die Mitgliederversammlung setzt ständige Arbeitsausschüsse ein und befindet über ihre Besetzung und Auflösung. In der Mitgliederversammlung sind die Mitglieder des Präsidiums, die Delegierten der Mitgliedsorganisationen, die Vorsitzenden der ständigen Arbeitsausschüsse und die Vertreter der fördernden Mitglieder (mit beratender Stimme) vertreten.

#### Präsidium
Im Präsidium beraten die Präsidenten der Gartenbau-Landesverbände sowie die Vorsitzenden der Bundesfachverbände die Richtlinien für die berufspolitischen Anliegen im Gartenbau und legen diese fest.
Der Präsident und die beiden Vizepräsidenten werden von der Mitgliederversammlung für jeweils drei Jahre gewählt. Um die Kontinuität der Arbeit zu gewährleisten, steht jedes Jahr einer der drei Spitzenvertreter zur Wahl.

#### Vorstand
Der Vorstand ist das kleinste offizielle Gremium des ZVG. In ihm vertreten sind der Präsident, die beiden Vizepräsidenten sowie die Vorsitzenden der Fachsparten. Der Vorstand entscheidet über spartenübergreifende Fragen und koordiniert satzungsgemäß die Arbeit aller Organisationen und Gremien des ZVG.
Der Geschäftsführende Vorstand (GV) berät sich monatlich. Er besteht als Arbeitsgremium aus dem Präsidenten, den beiden Vizepräsidenten und dem Generalsekretär des ZVG. Der GV beschließt alle anstehenden tagespolitischen Anliegen.
Jürgen Mertz wurde am 27. September 2012 in der ZVG-Mitgliederversammlung beim Deutschen Gartenbautag in Berlin zum Präsidenten des Zentralverbandes Gartenbau gewählt. Zuvor war er seit 2006 Vizepräsident des Verbandes.